# Лютянка
Лю́тянка (Люта) — река в Украинских Карпатах. Протекает в пределах Ужгородского района Закарпатской области, левый приток реки Уж. Река берёт начало на северо-востоке от села Люта, на склонах горы Гостра Гора, в северо-западной части Полонинского хребта. Длина реки — 47 км, площадь бассейна 219 км². Долина V-образная, ширина — 30-60 м, на отдельных участках расширяется до 250—300 м. Обычная ширина поймы 20-30 м. Русло извилистое, порожистое, до села Люта неразветвленной, ниже есть небольшие острова. Уклон реки 18 м/км.
Протекает через следующие сёла: Люта, Черноголова, Дубриничи (где и впадает в Уж).
Сначала Люта течёт на северо-запад в селе Люта поворачивает на юго-запад, ниже по течению под прямым углом снова поворачивает на северо-запад, затем снова под прямым углом — почти на юг, постепенно на юго-запад, запад и снова на юго-запад. Перед впадением в Уж делает ещё несколько прямоугольных зигзагов.